# Armklem
Armklem (Kansetsu-waza) is een controletechniek die bij verdedigings- of vechtsporten zoals judo, karate en jiujitsu wordt gebruikt. De bedoeling van een armklem is dat men het ellebooggewricht immobiliseert. Klemmen van de schouder is verboden.

## Voorbeelden van armklemmen
1e serie/positie

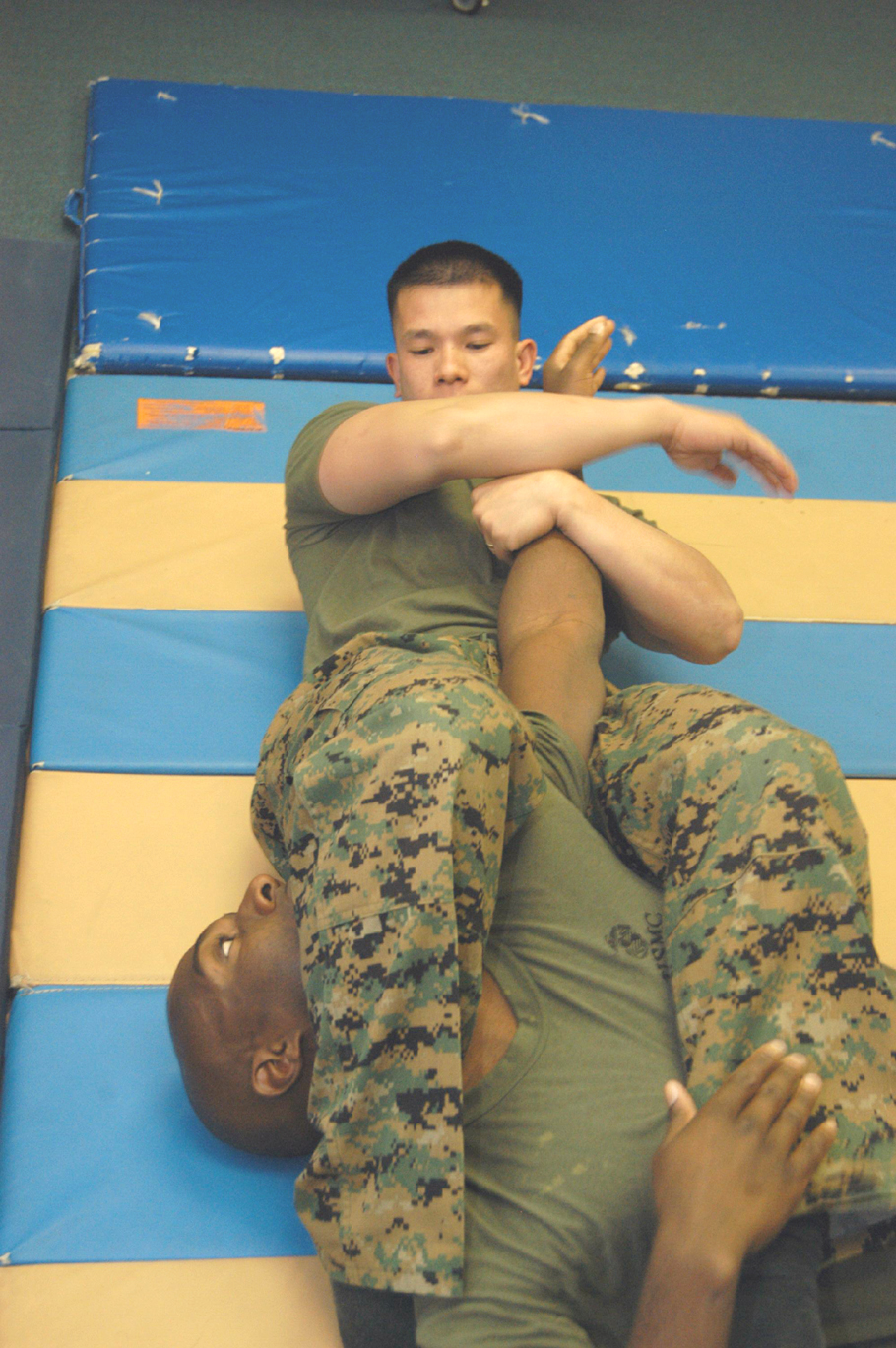
Een armklem

- ude-hishigi-juji-katame, arm-breken-kruis-insluiten
- ude-garami, arm-ineengestrengeld, arm-oprollen, arm-vlechten
- ude-hishigi-ude-gatame, ook bekend als ude-hishigi-zempaku-gatame. Verkorte aanduidingen komen ook voor: ude-gatame, of ude-hishigi, arm-breken.
- yoko-hiza-katame, zijwaarts-knie-insluiten

2e serie/positie
- kami-ude-hishigi-juji-katame, boven-arm-breken-kruis-insluiten
- yoko-ude-hishigi, zijwaarts-arm-breken
- kami-hiza-katame, boven-knie-insluiten

3e serie/positie
- ude-hishigi-henka-waza, arm-breken-variatie-handchniek
- gyaku-juji, verdraaid-kruis
- shime-garami, wurgen-ineengestrengeld
- hiza-katame, knie-insluiten, waarbij tori de arm van uke klemt met zijn knie.

4e serie/positie
- hara-katame, buik-insluiten
- ashi-katame, voet-insluiten
- ude-garami-henka-waza, arm-ineengestrengeld-variatie-handchniek
- oten-karami, op de zij-insluiten

5e serie/positie
- kesa-garami, diagonaal-ineengestrengeld
- kuzure-kami-shiho-garami, onder liggen-boven-vier richtingen-ineengestrengeld
- gyaku-kesa-garami, verdraaid-diagonaal-ineengestrengeld
- mune-garami, borst-ineengestrengeld
- mune-gyaku, borst-verdraaid

6e serie/positie
- gyaku-te-kubi, verdraaid-hand-nek
- hiji-maki-komi, elleboog-inrollen-binnenwaarts
- kuzure-hiji-maki-komi, onder liggen-elleboog-binnenwaarts inrollen
- kanuki-katame, dwars-insluiten
- ude-hishigi-hiza-katame, arm-breken-knie-insluiten